# Pallamano Olimpica Dossobuono
La Pallamano Olimpica Dossobuono, conosciuta anche come "Venplast Dossobuono" (per motivi di sponsorizzazione) è una società di pallamano a Dossobuono. 
Milita attualmente in Serie A1 femminile.

## Storia

### Femminile
La Pallamano Olimpica Dossobuono nasce nel 2007 a seguito della scissione con la Pallamano Dossobuono, vincitrice di uno Scudetto e una Coppa Italia femminile, che aveva spostato la sede del club a Vigasio, lasciando quindi Dossobuono senza una squadra.
Dopo un primo anno di attività giovanile, per la stagione 2008-2009 la squadra femminile è ammessa in Serie A2. A fine stagione arriverà la prima retrocessione in B passando per i playout. Nonostante la retrocessione avvenuta sul campo, Dossobuono gode del ripescaggio e partecipa dunque per il secondo anno in A2; questa volta la squadra affidata a mister Lepoglavec riesce a raggiungere la salvezza.
Per la stagione 2010-2011 la storia cambia, e Dossobuono termina il campionato in prima posizione, ottenendo la promozione: tuttavia l'insicurezza finanziaria induce i vertici della società a rinunciare al salto in massima serie. 
Per la stagione successiva il nuovo allenatore è lo spagnolo Roberto Escanciano Sanchéz, che guida la squadra iscritta al campionato di Serie B alla promozione in A2. In A2 le venete non sfigurano e si classificano seconde alle spalle del Cassano Magnago, che viene promosso in A1.
La stagione della svolta è il 2013-2014: la squadra vince tutte le gare del proprio campionato ed il 29 marzo 2014 conquista il primo storico accesso in Serie A1. 
La rosa che affronta la massima serie sostanzialmente rimane la stessa dell’anno precedente. L’unica vittoria stagionale giunge in Coppa Italia contro Casalgrande, dove le ragazze di Escanciano Sanchez e Marisa Adami accompagnate dal dirigente Renzo Guadagnini, conquistano il 7º posto. Successivamente il play-out contro la stessa Casalgrande vede l’Olimpica Dossobuono uscire sconfitta e retrocedere in Serie A2.
Il purgatorio in A2 dura solamente un anno, con Dossobuono che vince tutte le gare del proprio girone vincendo anche le Final6 di Chieti per la promozione.
La stagione in A1 si rivela ottima, con la conquista della salvezza con largo anticipo e con la ciliegina sulla torta della qualificazione finale in Coppa Italia.
L’Olimpica Dossobuono assume la denominazione Venplast Dossobuono per il campionato di Serie A1 Femminile, grazie all’impegno di Denis Piccoli, neo vice-presidente della società. La formazione giallo-rossa raggiunge comodamente la salvezza, conquistando un 4º posto di prestigio in Coppa Italia.
L’annata successiva è complicata, e dopo 8 anni si chiude l’era Roberto Escanciano Sanchez. La squadra entra in Poule Play-Off sotto la guida di Giovanni Nasta con residue possibilità di raggiungere la finale Scudetto. La Venplast Dossobuono chiude il campionato in 5ª posizione.
Per la stagione 2019-2020 Dossobuono rinuncia alla Serie A1 , ripartendo dalla Serie A2 unendo i gruppi dell’ex Serie A1 e Serie A2. La conduzione della squadra viene affidata a Tiziano De Toni, coadiuvato da Marisa Adami.
La squadra viene inserita nel girone A di Serie A2, chiuso al 2º posto alle spalle della Leonessa Brescia, a causa della sospensione definitiva del campionato per il Covid.
Nella stagione 2020-2021, la Venplast chiude la stagione regolare al terzo posto nel girone A alle spalle del Casalgrande e del Cassano Magnago B, posizione che le permette di qualificarsi alle Final Eight proprio a dispetto delle lombarde, che avendo già la prima squadra partecipante alla massima serie non può competere per la promozione. Inserita nel girone B con Bruneck, Teramo e Tushe Prato, la squadra perde tutte le partite non riuscendo a passare il turno. 
L'anno successivo la Venplast domina il girone A, vincendo tutte le 14 partite del calendario. Alle Final6 di Chieti, dopo la sconfitta nella gara inaugurale contro il Tushe Prato, arrivano due vittorie con Schenna e Aretusa, che consentono alle venete di chiudere in testa il girone eliminatorio. Nella gara decisiva contro Bruneck la squadra non è mai in partita: il risultato impietoso del primo tempo (4-11 per le altoatesine) pregiudica la partita, che finisce 17-24, e di conseguenza i sogni promozione. 
La stagione 2023-24 è un replay di quella precedente, ma al momento clou il Dossobuono si fa trovare pronto: tre vittorie su tre partite nel girone eliminatorio dei playoff e nella gara decisiva, una prova di carattere permette di battere le Guerriere Malo nel derby che vale l'A1 per 31-23; ciliegina sulla torta, la vittoria della Coppa Italia di categoria contro il Paceco.

### Maschile
La prima stagione al maschile è datata 2010-2011: gli uomini di Stefano Cazzador disputano un buon campionato di A2 e riescono a qualificarsi per la Poule promozione, senza però riuscire nell'impresa promozione. L'anno successivo è una fotocopia del precedente: la squadra non riesce ad andare oltre alla Poule promozione. 
Nel 2012-2013 la squadra riparte dalla Serie B con il nuovo allenatore Admir Jasarević e centra la promozione in A2 vincendo tutte le partite del proprio girone.
La stagione 2013-2014 regala al Dossobuono la gioia della doppia promozione: infatti, al terzo tentativo, la Poule promozione regala ai ragazzi di Jasarević la prima storica promozione in Serie A. 
LA squadra viene inserita nel girone B e passa dalla Poule Retrocessione per conquistare la salvezza: il ritiro del Castenaso permette all’Olimpica Dossobuono di mantenere la categoria.
Le difficoltà economiche del doppio campionato in massima serie pesano nella programmazione della nuova stagione. La società decide di rinunciare alla Serie A Maschile; la senior maschile migra verso Vigasio e il settore maschile inizia a ricostruirsi con l’U16 guidata da Stefano Filippi e con l’U18 condotta da Carlo Nordera e Arturo Bosco.
La stagione 2016/17 coincide con il ritorno del campionato della formazione senior maschile, iscritta al campionato di Serie B sotto la guida di Gabriele Pongiluppi. 
Il settore maschile iscrive ai campionati solamente le formazioni giovanili, iniziando la collaborazione con la vicina società mantovana del San Lazzaro.
La Serie B Maschile si ripresenta ai nastri di partenza sotto la guida di Carlo Nordera e Arturo Bosco. Un campionato bersagliato dagli infortuni, che non consentono ai ragazzi di portare a casa più di 9 punti.
La stagione 2019-2020 vede Dossobuono protagonista di un duello a distanza con Algund per la vetta della classifica, concluso con un nulla di fatto a causa della sospensione per il Covid, proprio dopo lo scontro diretto in terra alto-atesina il 29 febbraio 2020. Data che coincide con l’ultima gara ufficiale disputata prima della pandemia.
Nella prima stagione post-pandemia, il girone dell'Area 3 viene diviso in due, con la formazione della Venplast inserita nel girone A: al termine della stagione regolare Dossobuono chiude in seconda posizione a -2 dal Malo B capolista. La squadra riesce così a qualificarsi per le Final Four promozione dell'Area 3, dove in una semifinale combattuta cede alla quotata Trieste B per 34-30, dicendo addio al sogno promozione.
Il 2021-22 vede la squadra chiudere nuovamente al secondo posto dietro al Malo B la regular season. Ai playoff vince la prima partita contro il San Fior per poi perdere contro Trieste B l'opportunità di essere testa di serie nelle semifinali promozione. L'accoppiamento è con la rivelazione Jolly Campoformido, capolista nell'altro girone di regular season, con gara secca in casa dei friulani: la Venplast domina la gara e con un 27-21 si qualifica alla finale playoff, che poi perderà incrociando nuovamente il Trieste B. Le opportunità di promozione però non svaniscono: infatti, la seconda classificata dell'Area 3 ha l'opportunità di scontrarsi con la vincitrice dell'Area 1, in questo caso il Brixen B. Sul neutro di Mezzocorona, in un finale al cardiopalma, il portiere Bollani respinge il rigore del possibile pareggio a pochi secondi dalla fine e Rachid chiude definitivamente i conti sul 30-28, facendo partire la festa per una promozione rincorsa da diversi anni.
Per la Serie A2 viene ingaggiato l'esperto Vladimir Brzić, cha ha come obiettivo la salvezza. L'impatto con la categoria superiore si fa sentire, tant'è che la squadra non riesce a vincere nel girone d'andata, portando a casa solamente 4 pareggi in 13 partite e rimanendo in coda alla classifica con Oriago e San Vito Marano. Nella seconda parte di stagione i due stranieri Raos e Diéguez si prendono la squadra sulle spalle e la guidano verso la rimonta salvezza, ma Dossobuono deve fare i conti con gli stessi obiettivi del San Vito Marano, rafforzatosi notevolmente anch'esso e artefice di una grande seconda parte di stagione. Si arriva così all'ultima giornata, che prevede Dossobuono in una difficile trasferta a Cassano Magnago e con San Vito che ospita l'Oriago già retrocesso. La classifica dice Dossobuono a 14 punti e San Vito Marano a 12: con una sconfitta di Dossobuono e vittoria di San Vito, i vicentini in vantaggio negli scontri diretti si salverebbero; basta quindi un punto ai giallorossi per salvarsi. La larga vittoria di San Vito (35-19) impone almeno un punto, che arriva con il gol di Diéguez a due minuti dalla fine e che sancisce il 30-30 finale con la quale Dossobuono si salva.
Per la stagione 2023-24, le società di Dossobuono e Vigasio decidono di unire le forze per affrontare il nuovo campionato di Serie A Bronze, terza serie.

## Allenatori

### Femminile
- 2008-2009  Stefano Filippi
- 2009-2011  Renèe Lepoglavec
- 2011-2018  Roberto Escanciano Sánchez
- 2018-2019  Giovanni Nasta
- 2019-2020  Tiziano De Toni
- 2020- 2024 Elena Barani
- 2024-  Carlo Nordera

### Maschile
- 2010-2012  Stefano Cazzador
- 2012-2015  Admir Jašarević
- 2016-2017  Gabriele Pongiluppi
- 2018-2022  Carlo Nordera
- 2022-2023  Vladimir Brzić

## Palmarès
- Coppa Italia di Serie A2: 1
2022-23

## Rosa 2023-2024
| N° | Naz.               | Ruolo | Sportivo             | Anno |  |  |
| -- | ------------------ | ----- | -------------------- | ---- |  |  |
| 1  | Italia (bandiera)  | P     | Maddalena Cabrini    | 2004 |  |  |
| 12 | Italia (bandiera)  | P     | Vanessa Berardo      | 1994 |  |  |
| 3  | Italia (bandiera)  | T     | Marianna Cabrini     | 2005 |  |  |
| 5  | Italia (bandiera)  | PV    | Eleonora Salvaro     | 2005 |  |  |
| 6  | Italia (bandiera)  | T     | Laura Zanette        | 1994 |  |  |
| 9  | Italia (bandiera)  | A     | Asja Novesi          | 1998 |  |  |
| 11 | Italia (bandiera)  | A     | Linda Zorzella       | 2005 |  |  |
| 13 | Croazia (bandiera) | T     | Tina Margeta         | 2002 |  |  |
| 15 | Italia (bandiera)  | A     | Emma Salvaro         | 2005 |  |  |
| 17 | Italia (bandiera)  | T     | Costanza Pavanini    | 2004 |  |  |
| 18 | Italia (bandiera)  | PV    | Valeria Mazzitelli   | 2002 |  |  |
| 19 | Italia (bandiera)  | T     | Federica Ingrassia   | 2003 |  |  |
| 20 | Romania (bandiera) | A     | Adriana Bujor Zamfir | 2006 |  |  |
| 21 | Italia (bandiera)  | T     | Ilaria Lain          | 2000 |  |  |
| 25 | Italia (bandiera)  | A     | Elena Angelini       | 2003 |  |  |
| 26 | Italia (bandiera)  | PV    | Sara Cacciatore      | 1997 |  |  |
| 27 | Italia (bandiera)  | A     | Giulia Prudenziati   | 1991 |  |  |
| 27 | Italia (bandiera)  | A     | Giulia Prudenziati   | 1991 |  |  |
| 35 | Italia (bandiera)  | PV    | Erika Graziani       | 1995 |  |  |
| 55 | Italia (bandiera)  | T     | Martina Mazzieri     | 1994 |  |  |